# Port Hope
Port Hope es una villa ubicada en el condado de Huron en el estado estadounidense de Míchigan. En el Censo de 2010 tenía una población de 267 habitantes y una densidad poblacional de 101,97 personas por km².

## Geografía
Port Hope se encuentra ubicada en las coordenadas 43°56′22″N 82°42′54″O / 43.93944, -82.71500. Según la Oficina del Censo de los Estados Unidos, Port Hope tiene una superficie total de 2.62 km², de la cual 2.62 km² corresponden a tierra firme y (0%) 0 km² es agua.

## Demografía
Según el censo de 2010, había 267 personas residiendo en Port Hope. La densidad de población era de 101,97 hab./km². De los 267 habitantes, Port Hope estaba compuesto por el 93.26% blancos, el 0% eran afroamericanos, el 1.87% eran amerindios, el 0% eran asiáticos, el 0% eran isleños del Pacífico, el 0% eran de otras razas y el 4.87% pertenecían a dos o más razas. Del total de la población el 2.25% eran hispanos o latinos de cualquier raza. En la aldea separaron la población hacia fuera con 20.0% bajo edad de 18 años, 5,5% de 18 a 24, 20.3% a partir 25 a 44, 26.1% a partir 45 a 64, y 28,1% que son 65 años de edad o más. La mediana de edad fue de 48 años.